# Klassische arabische Musik

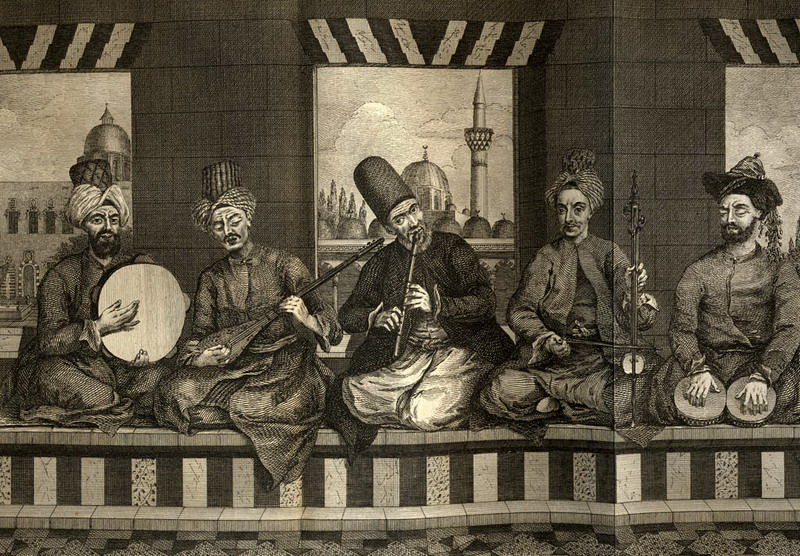
Musiker aus Aleppo (18. Jahrhundert)

Klassische arabische Musik umfasst die Kunstmusik in den Ländern der arabischen Welt. Zu dieser vormals höfischen Musik gehören zwei stilistische Großregionen: die östliche, dem Mashreq entsprechende Hälfte, hauptsächlich mit den Ländern Ägypten, Syrien, Libanon und Irak sowie die westliche Hälfte mit den zum Maghreb gehörenden Ländern Marokko, Algerien und Tunesien. In der letztgenannten Stilregion ist die arabisch-andalusische Musik vorherrschend, die auf die Musik von al-Andalus, des im Mittelalter von Muslimen beherrschten Teils der Iberischen Halbinsel, zurückgeführt wird.
Der Blick auf die arabischsprachige Region von Nordafrika bis in den Irak macht in der jahrtausendealten gemeinsamen Kultur der arabischen Länder auch eine spezifische arabische Musikkultur deutlich, die sich von den europäischen und sonstigen nordafrikanischen oder vorderasiatischen Musikformen abgrenzen lässt. Sie wurde über Jahrhunderte lediglich mündlich bzw. akustisch vom Meister auf den Schüler überliefert.
Hiervon zu trennen sind insbesondere die klassische Musik der Türken bzw. der Perser, die eigene Musikkulturen schufen und deshalb im Folgenden ausgeklammert werden. Die gegenseitigen Einflüsse dieser großen Musikkulturen des Orients in Texten oder Kompositionen werden auch in Hinblick auf die modalen Skalen (Maqamat) und die vorherrschenden Instrumente deutlich, bei denen große Parallelen vorhanden sind.

## Charakter
Die klassische Musik der Araber weist folgende charakteristische Merkmale auf:
- Das kulturspezifische Tonsystem mit seinen eigenen Skalen und Intervallstrukturen
- Rhythmisch-zeitliche Strukturen, die formgebende Muster ergeben
- Musikinstrumente und Ensembleformen, die in der gesamten arabischen Welt zu finden sind
- Die Kompositionen gestatten einen beachtlichen Spielraum für Interpretation und Improvisation
- Dem Gesang und den meist poetischen Texten kommt in der arabischen Musik eine herausragende Bedeutung zu.

## Geschichte

### Vorislamische Zeit
Bis zur Mitte des 7. Jahrhunderts war die musikalische Kultur der arabischen Welt durch die qaina (arabisch قينة) bestimmt, eine Sängerin und Dienerin zugleich, die ihre Zuhörer mit Wein, Gesang und Erotik unterhielt. Die qiyan (Plural von qaina) trugen überwiegend Gedichte berühmter Dichter ihrer Zeit vor und waren hoch angesehene Persönlichkeiten. Schönheit und Eleganz zeichneten die qiyan aus. Leider ist uns nichts über Tonsystem oder genauere Formen überliefert. Bekannt ist jedoch, dass die qiyan auch instrumental musizierten, beispielsweise auf einem der heutigen Kurzhalslaute Oud (عود) ähnlichem Instrument.

### Altarabische Musiktradition
In der Zeit von 632 bis 850 n. Chr. bestand die qiyan-Gesangstradition weiter fort und überall wurde Musik aus der vorislamischen Zeit weiter gepflegt, da der Qurʾān Musik weder ausdrücklich verbietet noch erlaubt (obwohl dieser Punkt bis heute unter den Gelehrten der arabischen Welt umstritten ist). Gleichzeitig begann in dieser Epoche der große Aufschwung der arabischen Welt. Nach der Gründung des Islams durch den Propheten Mohammed eroberten die Araber bis in die Mitte des 7. Jahrhunderts weite Teile der an sie angrenzenden Länder und Gebiete wie Libyen, Ägypten, Palästina, Phönizien, Syrien, den Irak und Persien und schufen mit der damaligen Hauptstadt Medina eine Metropole, wohin die erbeuteten Schätze und Sklaven gebracht wurden. Auf diese Art und Weise eigneten sich die Araber das kulturelle Erbe der Eroberten an.
Die Araber betrachteten in dieser Epoche Gesang und Musik als professionelle Kunst. Außer den qiyan erfreuten nun auch Männer die Allgemeinheit mit Musik, die das Benehmen und die Kleidung der qiyan annahmen. Erstmals begannen auch Frauen und Männer, die nicht zu den qiyan zählten, zu musizieren und Berühmtheit zu erlangen.
In dieser Zeit entstanden auch die ersten schriftlichen Abhandlungen über Musiktheorie. Konkrete Werke dieser Zeit sind nicht überliefert, da die Musik überwiegend mündlich weitergegeben und nicht notiert wurde.

### Erneuerung der altarabischen Musiktradition (820–1250)
War in der altarabischen Epoche Medina die musikalische Hauptstadt der arabischen Welt, so wurde ihr dieser Rang jetzt von einer anderen Metropole abgenommen: Bagdad. Hier wurden neue Musikformen geschaffen und man versuchte zunehmend sich von den alten Traditionen zu lösen, um Neues zu schaffen. Einen großen Teil trug auch der persische Einfluss dazu bei, da auch die Perser über eine blühende Musikkultur verfügten.
Später zerstritten sich Anhänger und Gegner der musikalischen Reform und Ziryāb, einer der wichtigsten Erneuerer, verließ Bagdad nach einem Streit mit seinem Meister Ishaq al-Mawsili, der sein Aufstreben nicht dulden wollte. Ziryāb ging nach Córdoba in Spanien und brachte so die arabische Musizierkunst dorthin. Hier gründete er seine eigene Musikschule, in der die traditionelle altarabische Musik weiterentwickelt wurde und so einen Grundstein der arabisch-andalusischen Musik legte.
In dieser Zeit entstanden überwiegend in Bagdad die großen Abhandlungen über Tonsysteme und Musik, (aus dem andalusischen Teil ist nur wenig überliefert). Hier finden sich die frühesten Überlieferungen musikalischer Natur, zwar keine konkreten Kompositionen oder Melodien, wohl aber Tonleitern, rhythmische Formeln sowie Griffbilder für die Ud. In den später entstandenen Werken, wie z. B. dem Kitab al-adwar, dem „Buch der Zyklen“ von Safi ad-Din al-Urmawi, finden sich skelettnotationsartige Skizzierungen einzelner Melodien.

### Zeitalter des Niedergangs und der osmanischen Dominanz (13.–19. Jahrhundert)
Mit den großen Kriegen, den Siegeszügen und Eroberungen der Türken und Perser veränderte sich das arabische Musikleben, bedingt durch neue kulturelle Einflüsse.
So gerieten zu Beginn des 16. Jahrhunderts Ägypten, Syrien und der Irak in den Machtbereich der Osmanen. Konstantinopel wurde das Zentrum der islamischen Welt, die Bedeutung Bagdads und Medinas sank. Die Folge war ein geistiger und sozialer Niedergang, der die klassische arabische Musiktradition fast zum Erliegen brachte. Habib Hassan Touma formuliert es in seinem Werk Die Musik der Araber drastischer: „Ein völliges Darniederliegen der arabischen Literatur, Wissenschaft und Kunst in diesem Abschnitt der arabischen Geschichte war die Folge. Nach originellem authentischem Schaffen der Araber wird man dort (bis ins 19. Jh. hinein) vergeblich suchen.“ Arabische Musiker folgten nun osmanischen Vorbildern.

### Neuzeit
Das Ende der osmanischen Herrschaft im 20. Jahrhundert hatte ein kulturelles Erwachen der arabischen Länder zur Folge.  Die Musik konzentrierte sich hier immer noch auf Gesang, der von Instrumentalensembles begleitet wurde. Angesehene Sänger und Musiker zeigten ihre Kunst beispielsweise in Lokalen, auf Hochzeiten oder anderen Feiern. Musik war auch ein wichtiger und feststehender Teil religiöser Feste.
In dieser Zeit entstand weiterhin die erste große Neuerung seit der Zeit des Niedergangs im 13. Jahrhundert: Die arabischen Musiktheoretiker teilten die Oktave in 24 Teile und schufen somit das heutige Vierteltonsystem. In diesem Punkt unterscheidet sich die arabische Musik auch leicht von der türkischen, nicht jedoch von der persischen Musik, deren Oktave ebenfalls in 24 „Vierteltonstufen“ unterteilt wird.

## Tonsystem
Die arabische Musikwelt kennt verschiedene Tonsysteme, die im Lauf der arabischen Musikgeschichte (insbesondere zwischen dem 9. und 13. Jahrhundert) in zahlreichen Musiktraktaten festgelegt wurden. Teilweise handelt es sich dabei um Weiterentwicklungen des griechischen pythagoreischen Systems, wie etwa ein von Safi ad-Din al-Urmawi († 1294) eingeführtes System, auf dessen Berechnungen die heutigen persischen und türkischen Intervallstrukturen beruhen. Auf der anderen Seite existierte das rein arabische Tonsystem des Musikers al-Farabi († 950).
Auf der Grundlage dieses Systems erfolgte in der Neuzeit die Teilung der Oktave in 24 gleich große Intervalle. Jeder dieser 24 Töne erhielt einen eigenen Namen, der keinesfalls für die absolute Tonhöhe, sondern vielmehr für die Funktion des jeweiligen Tones innerhalb der Skala steht (ähnlich wie im Solfeggio-System des Italieners Guido von Arezzo die Solmisation Do, Re, Mi…). Die absolute Tonhöhe wird ausschließlich vom Tonumfang des Sängers/der Sängerin abhängig festgelegt. Da dieses Vierteltonsystem anhand der arabischen Ud dargestellt wird, existieren zwei 24-tönige Oktaven, eine Ober- und eine Unteroktave. Der tiefste Ton heißt yakah, die Oktave dazu nawa und die zweite Oktave, also der höchste Ton im System, ramal tuti.
Die verschiedenen Tonsysteme reichen von solchen, in denen der Viertelton immer gleich groß ist, bis zu solchen, in denen der Viertelton zwischen 40 und 50 Cent und der Halbton zwischen 90 und 100 Cent variiert. So berechnete z. B. der Libanese Miha’il Misaqa (1800–1889) den Wert des Vierteltons als 24. Wurzel aus 2 (= 50 Cent).
In Tonsystemen, die tatsächlich über verschieden große Intervalle verfügen, stellte sich den Musiktheoretikern immer wieder das gleiche Problem: Wie groß sollten die einzelnen Intervalle sein, wenn eine Transposition auf einem Musikinstrument wie der Laute möglich sein sollte? Eine weitere Herangehensweise verfolgten insbesondere die Syrer: Ähnlich den Pythagoräern errechneten sie mittels oktavtransponierten addierten Quinten 53 mögliche Töne innerhalb der Oktave.
So unterschiedlich die verschiedenen Versuche, das arabische Tonsystem zu erklären, auch waren, hatten doch alle eines gemeinsam: Aus dem errechneten Tonvorrat wurde eine Vielzahl von heptatonischen Modi gebildet – die sogenannten Maqām-Reihen (مقام). Ihnen gemein ist unter anderem, dass der theoretisch gebildete Viertelton nie auftaucht. Vielmehr bestehen die Reihen aus Ganz- und Halbtönen (ähnlich der im temperierten europäischen System) und Dreivierteltönen, die praktisch eine halbierte kleine Terz darstellen. Dieser Dreiviertelton, der den wesentlichsten Unterschied zur europäischen „12er-Temperierung“ darstellt, darf als charakterisierend in der arabischen Musik gelten – nicht der Viertelton, wie oft angenommen. Charakteristisch für die traditionelle arabische Musik ist auch, dass der Viertelton (und damit auch der in der Praxis verwendete Dreiviertelton) nicht exakt bestimmt ist, sondern innerhalb der verschiedenen Maqām-Reihen variiert. Durch die Niederschrift arabischer Musik in westlicher Notenschrift geht dieses Phänomen allerdings verloren.
Als Beispiel hier die Maqām-Reihe Rast:

Der dritte und der siebte Ton (e und h) sind jeweils um einen Viertelton erniedrigt. Daraus ergibt sich zwischen d – e, e – f, a – h und h – c jeweils ein Dreiviertelton (150 Cent). Alle Maqām-Reihen bestehen aus solchen Aneinanderreihungen von kleinen, mittleren, großen und übermäßigen Sekunden. Der Viertelton taucht nicht auf.
Ein siebentöniger Maqām ist charakterisiert durch:
- zwei aufeinander folgende charakteristische Tetrachorde (in der Regel Umfang reine Quart)
- einen Grundton und oft auch einen zweiten „Rezitationston“
- Tetrachorde unter- und oberhalb der Stamm-Skala von sieben Tönen
- bestimmte charakteristische melodische Wendungen sowie einen Stimmungsgehalt
- eventuell weitere Implikationen für die Form, den Ausdruck und die Gestaltung der Musik
- eine charakteristische Schlussformel, die eine bestimmte Gattung des Maqām kennzeichnet

## Maqām
Die Aufführung eines Maqām wird dem nicht mit der arabischen Musik vertrauten Zuhörer zunächst ungeordnet und frei improvisiert vorkommen. Tatsächlich spielt die Interpretation und die Improvisation des Aufführenden eine entscheidende Rolle. Im Gegensatz zu westlichen Kompositionen hat der Interpret nicht einem festgelegten, notierten Rhythmus zu folgen, sondern seinen persönlichen Stil zu entfalten. Lediglich die tonale Komponente der Musik ist festgelegt. Klar auskomponierte Themen oder wiederkehrende Rhythmen fehlen.
Während der Aufführung des Maqām werden nach und nach in verschiedenen Melodiezügen die einzelnen Töne der Maqām-Reihe vorgestellt. Der Sänger stützt sich hierbei auf Tonstufen aus einem zentralen Basiston und seinen benachbarten Tönen, mit denen der Basiston improvisatorisch umspielt wird. Diese Tonstufen werden im Verlauf der Darbietung ständig erweitert.
Insgesamt gliedert sich die Darstellung des Maqām somit in Melodiezüge, deren Anzahl und Länge vorher nicht festliegen, geschweige denn vom Komponisten vorgesehen sind. In ihnen werden jeweils eine oder mehrere Tonfolgen verdeutlicht und miteinander kombiniert, kontrastiert und vertauscht. Einfallsreichtum und Können des Sängers werden vom geübten Zuhörer daran bemessen, wie gut der Sänger die Tonfolgen und Phrasen ausarbeitet.
Eine große Rolle bei der Maqām-Darbietung spielt der Gefühlsgehalt der einzelnen Modi. Verblüffenderweise herrscht unter arabischen Musikern und Musikliebhabern große Einigkeit darüber, mit welchem Gefühl die einzelnen Modi oder auch nur ihre Kernzellen in Verbindung stehen. So ruft beispielsweise der Maqām Rast ein Gefühl des Stolzes, der Macht, der geistigen Gesundheit und der Männlichkeit hervor. Der Maqām Bayati bringt Lebenskraft, Freude und Weiblichkeit zum Ausdruck. Der Maqām Sikah wird mit dem Gefühl der Liebe in Verbindung gebracht, der Maqām Higaz mit der Wüstenferne usw. Der Maqām Saba hingegen ruft Schmerz und Traurigkeit hervor. Theoretisch könnte man diese Traurigkeit damit erklären, dass im Maqām Saba die Kernzellen überwiegend auf kleinen Sekundschritten eingerichtet sind (ähnlich bezeichnen viele europäische Musikwissenschaftler kleine Sekunden als „Klage- oder Trauermotiv“).
Allerdings besteht der Reiz gerade in der „labilen“ Größe der Intervalle. So sollen im Maqām Saba die charakteristischen Töne es und ges etwas nach unten schwanken. Dieser Gefühlsgehalt geht beim Versuch verloren, das Tonsystem in westlicher Notenschrift darzustellen.

## Rhythmus
Als rhythmische Formel der arabischen Musik bezeichnet man wazn / وزن / ‚das Maß‘ oder mīzan, türkisch usul.
Das Wazn-Repertoire lernt der arabische Musiker mithilfe von onomatopoetischer (lautnachahmender) Silben. Einzelne Abfolgen von Schlagimpulsen werden als naqra (نقرة) (Mehrzahl naqarāt) bezeichnet. Hauptsächlich bestehen diese aus den Schlägen dum (in der Mitte des Trommelfells) und tak (am Rand der Trommel), sowie ihren Variationen mah (weniger betontes dum) und kah (weniger betontes tak).
Zur Notierung werden Symbole verwendet: O = dum, I = tak, . = Pause.

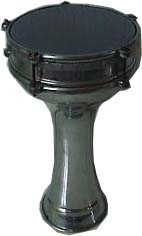
Darabukka

Als Beispiel hier der Wazn masmudi kabir 4/4 :
DUM DUM    TAK  DUM          TAK TAK
```
 O    O   .   I     O     .    I     I
```

…und der Wazn dor hindi 7/8 :
DUM  TAK  KAH   DUM         TAK
```
  O      I     I      O    .    I     .
```

## Musikinstrumente und Ensembles
Das traditionelle arabische Ensemble in Ägypten und Syrien, der Takht (تخت / taḫt / ‚Podium‘), umfasst (oder umfasste zu unterschiedlichen Zeiten) Melodieinstrumente wie die Laute oud (عود / ʿūd), die Zither qānūn (قانون), die Spießgeige kamanǧa, die einfache „Poetenfiedel“ rabāba (genannt auch arabisch الشاعر, DMG aš-Šā‘ir ‚der Dichter‘) und die Flöte nāy (ناي). Zu den Trommeln, arabisch allgemein tabl, gehören die Rahmentrommelnriqq (رق), bendir und tar (طار / ṭār), sowie die Bechertrommel darabukka (دربكة). Seit Mitte des 19. Jahrhunderts fanden durch den Kontakt zu den Kolonialmächten und ihrer Musikkultur immer mehr europäische Musikinstrumente Eingang in den Takht wie die europäische Violine, das Cello, der Kontrabass, aber auch Akkordeon, Saxophon und schließlich Klavier und Keyboard, was zur Folge hatte, dass bestimmte Maqamat nicht mehr spielbar waren, da sie auf Tasteninstrumenten nicht oder nur schwer ausführbar sind.